# Seppo
Seppo ist ein männlicher Vorname und Familienname.

## Herkunft und Bedeutung
Seppo ist die finnische Variante des Vornamens Josef (Sepp). In den 1940ern und 1950ern fand der Vorname seine größte Verwendung.

## Namenstag
Der Namenstag von Seppo wird in Finnland am 10. Juni gefeiert. 

## Namensträger

### Vorname
- Seppo Häkkinen (* 1958), finnischer Geistlicher
- Seppo Hannula (* 1946), finnischer Skispringer
- Seppo Hentilä (* 1948), finnischer Historiker und Politologe
- Seppo Honkapohja (* 1951), finnischer Ökonom
- Seppo Hyvönen, finnischer Skispringer
- Seppo Jokinen (* 1949), finnischer Schriftsteller
- Seppo Kantonen (* 1963), finnischer Jazzpianist
- Seppo Linnainmaa (* 1945), finnischer Mathematiker und Informatiker
- Seppo Paakkunainen (* 1943), finnischer Jazzsaxophonist und -komponist
- Seppo Pyykkö (* 1955), finnischer Fußballspieler
- Seppo Räty (* 1962), finnischer Speerwerfer
- Seppo Reijonen (* 1944), finnisch-schwedischer Skispringer
- Seppo Repo (* 1947), finnischer Eishockeyspieler
- Seppo Toivonen (* 1957), schwedischer Skispringer
- Seppo Vaihela (* 1953), schwedenfinnischer Bandy- und Fußballspieler
- Seppo Zetterberg (* 1945), finnischer Historiker und Autor

### Familienname
- Raivo Seppo (* 1973), estnischer Schriftsteller